# میدان تنگیز

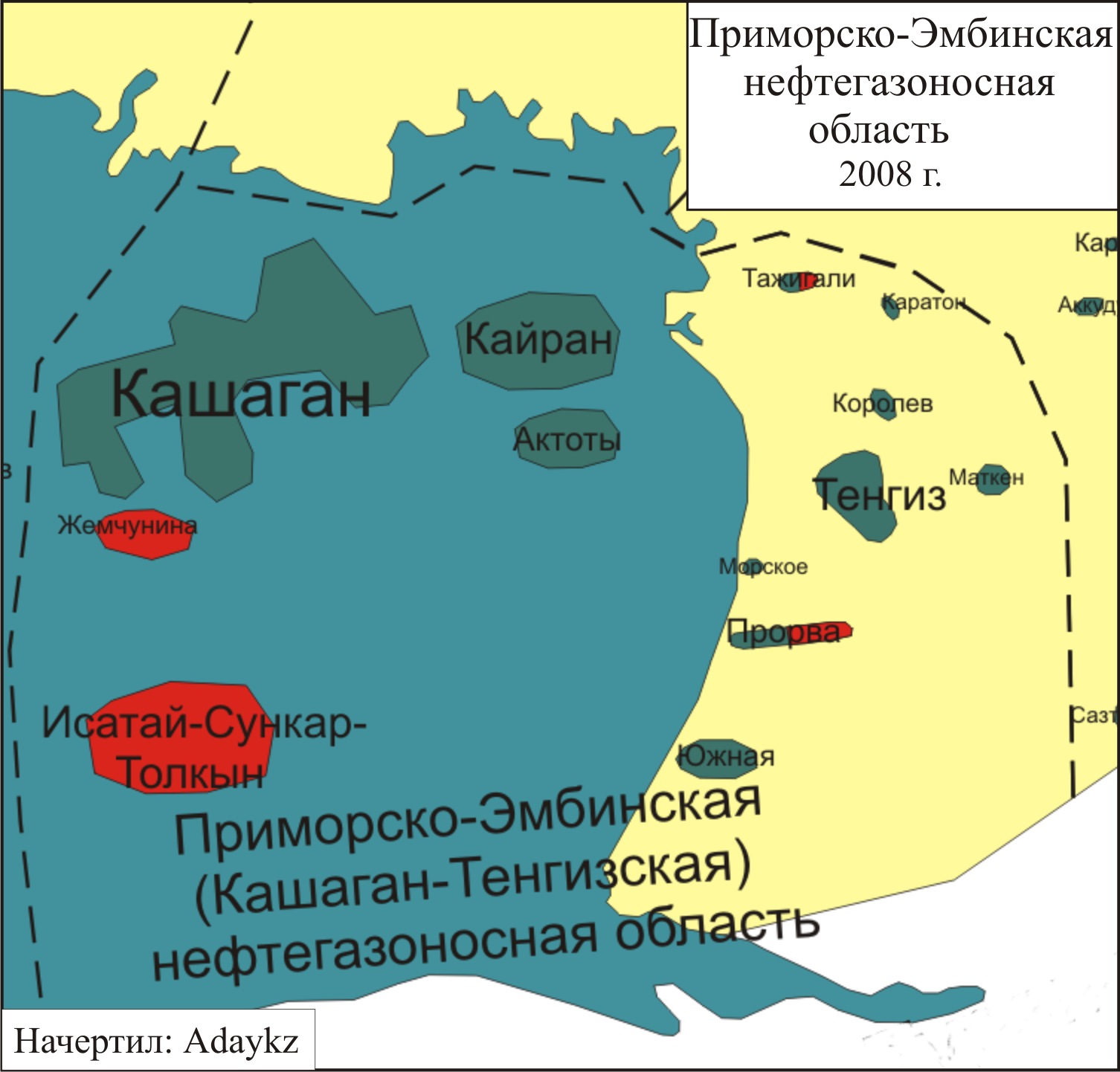
میادین نفتی و گازی

میدان تنگیز (به انگلیسی: Tengiz Field) میدان نفتی و گازی، مستقر در شمال غربی قزاقستان است، که در بخش شمال‌شرقی آب‌های دریای خزر، در فاصله ۳۵۰ کیلومتری از شهر آتیرائو، قزاقستان قرار دارد. ذخیره درجای نفت خام میدان تنگیز در حدود ۶ میلیارد بشکه برآورد می‌شود، که تولید روزانه‌ای معادل ۴۵۰ هزار بشکه را دارا می‌باشد.
میدان تنگیز ۱۹ کیلومتر عرض و ۲۱ کیلومتر طول دارد، که پروژه توسعه این میدان، زمینی به مساحت ۲٫۵۰۰ کیلومتر مربع را به خود اختصاص داده است. میدان تنگیز در سال ۱۹۷۹ کشف گردید و هم‌اکنون متعلق به شرکت‌های شورون (۵۰٪)، اکسان‌موبیل (۲۵٪) و کزمونای‌گس (۲۰٪) می‌باشد.